# SN 2008ds
SN 2008ds – supernowa typu Ia-pec odkryta 28 czerwca 2008 roku w galaktyce UGC 299. W momencie odkrycia miała maksymalną jasność 15,50m.